# ゲイリー・ウィノグランド
ゲイリー・ウィノグランドまたはギャリー・ウィノグランド（Garry Winogrand、1928年1月14日 - 1984年3月19日）はアメリカ合衆国のストリート・フォトグラファーであり、20世紀半ばの合衆国の生活とその種々の社会的問題を写真で表現した。写真のキュレーター、歴史家、批評家であるジョン・シャーカフスキーはウィノグランドを彼の世代の中心的な写真家と呼んだ。
ウィノグランドは個人的なプロジェクトに取り組むためにグッゲンハイム・フェローを3回にわたって受け、また国立芸術基金からもフェローシップを受けた。そして生涯で4冊の本を出版した。ウィノグランドは1967年にニューヨーク近代美術館で開催され、多大な影響力を及ぼした「ニュー・ドキュメンツ」展で特集された3人の写真家のうちの1人であり、1969年、1977年および1988年に個展を開催した。1950年代から60年代にかけてはフリーランスのフォト・ジャーナリストまたは広告写真家として働くことによって生計を立て、1970年代には学校で写真の授業を受け持った。ウィノグランドの写真は、「ポピュラー・フォトグラフィー」、「エロス 」、「コンテンポラリー・フォトグラファー」、「フォトグラフィー・アニュアル」などの写真雑誌に掲載された。
批評家のショーン・オヘイガンは、2014年に「1960年代から70年代にかけて、ウィノグランドはスタイルとしてだけでなくアティテュードとしてもストリート写真を定義し - それ以来、ストリート写真は彼の影のうちで悪戦苦闘してきた。それほどにも彼が撮ったニューヨークの写真は決定的だった。」と書き、2010年には、たとえ他の場所で撮影したとしても、「ウィノグランドは本質的にニューヨークの写真家だった。熱狂的かつ大胆不敵で、われ知らずの芸術家気取りだった。」と書いた。2013年にBBCニュースに記事を書いたフィル・クームズは、「ストリート写真に興味を持つ我々のような者にとって、際立った名前はいくつかあるが、そのうちの一人はギャリー・ウィノグランドである。1960年代に撮ったニューヨークの写真は、どのフレームを取っても写真のレッスンになっている。」と述べている。
ウィノグランドは存命中、4冊のモノグラフを出版した：
『動物たち』（1969年）
『女はみな美しい』（1975年）
『パブリック・リレーションズ』（1977年）
『写真在庫あり：フォート・ワース・ファット・ストック・ショー＆ロデオ』（1980年）
ウィノグランドが亡くなったとき、晩年の作品は未現像のままだった。未現像のフィルムが約2,500ロール、現像されてはいたが、コンタクトプリントが作成されていないフィルムが6,500ロール、そして約3,000ロール分のフィルムのコンタクトプリントが発見された。
なお、日本では「ゲイリー・ウィノグランド」と呼び習わされているが、実際の発音は「ギャリー・ウィノグランド」に近い。また「ギャリー・ウィノグランド」の表記を採用している和書も存在する。

## 生い立ちと教育
ウィノグランドの両親、エイブラハムとバーサは、ブダペストとワルシャワから合衆国へと移民してきた。ギャリーは、ニューヨークのブロンクスにある主にユダヤ人労働者階級が居住する地域で妹のステラと一緒に育った。父親は衣料産業の皮革工であり、母親は出来高払いでネクタイを作っていた。
ウィノグランドは1946年に高校を卒業し、アメリカ陸軍航空軍に入隊した。1947年にニューヨークに戻ると、1948年にニューヨーク市立大学で絵画を学び、同じくニューヨークにあるコロンビア大学で絵画と写真を学んだ。また、1951年にニューヨークのニュー・スクール・フォー・ソーシャル・リサーチでアレクセイ・ブロドヴィッチが教鞭を取っていたフォトジャーナリズムの授業にも通った。

## キャリア
ウィノグランドは、1950年代から1960年代にかけて、フリーランスのフォトジャーナリストおよび広告写真家として働いていた。1952年から1954年までの間、エド・フェインガーシュの紹介でマンハッタンのPIXパブリッシング代理店のフリーランサーとして働き、1954年からはブラックマン・アソシエイツでフリーランサーとして働いた。
ウィノグランドが撮影した、男がふざけて波の上に女を持ち上げる海辺の光景は、1955年にニューヨーク近代美術館（MoMA）で開催された「ファミリー・オブ・マン(人間の家族)」展に登場した。同展はその後、世界中を巡回し900万人の観客を動員した。ウィノグランドの最初の個展は1959年にニューヨークのイメージ・ギャラリーで開催された。注目に値する最初の写真展は、1963年にやはりMoMAで開催された「ファイブ・アンリレイティド・フォトグラファーズ(5人の無関係な写真家たち)」展におけるものだった。他の4人の写真家はマイナー・ホワイト、ジョージ・クラウス、ジェローム・リーブリングおよびケン・ヘイマンであった。
1960年代、ウィノグランドはリー・フリードランダーやダイアン・アーバスといった同時代人と同じ時期ににニューヨークで撮影を行った。
1964年、ウィノグランドはジョン・サイモン・グッゲンハイム記念財団からグッゲンハイム・フェローを授与され、「写真によってアメリカの生活を研究するために」旅に出た。
1966年、ウィノグランドはニューヨーク州ロチェスターにあるジョージ・イーストマン・ハウスで、フリードランダー、ドウェイン・マイケルズ、ブルース・デビッドソンおよびダニー・リヨンとともに、ネイサン・ライオンズがキュレートした「トゥウォード・ア・ソーシャル・ランドスケープ(社会的風景(社会情勢)に向かって)」展に出展した。1967年、ウィノグランドの作品は、ジョン・シャーカフスキーのキュレーションのもと、ニューヨーク近代美術館で開催され、その結果、「多大な影響力を及ぼした」「ニュー・ドキュメンツ」展にダイアン・アーバスおよびリー・フリードランダーの作品とともに展示された。
ブロンクス動物園とコニー・アイランド水族館で撮った写真は、ウィノグランドの最初の写真集『動物たち』(1969年)を作り上げた。同書は人間と動物との繋がりを観察している。その写真の多くは、離婚した父親として、幼い子供たちを楽しませるために動物園に連れて行ったときに撮影したものだった。
1969年に2回目のグッゲンハイム・フェローを授与されると、もっぱらマスメディアに向けて作り出され、当時としては新奇だった数々のイベント現象を通じて「イベントに対するメディアの影響」 を探究し続けた。1969年から1976年の間、数多の公開イベントで写真を撮り、6,500枚のプリントを制作した。そのプリントをパパジョージがMoMAでのウィノグランドの個展と写真集『パブリック・リレーションズ』(1977年)のためにセレクトした。
1975年、ウィノグランドのうなぎ登りの名声は自ら招き寄せた一撃を喰らった。女性解放革命の絶頂期にあって、ウィノグランドは『女はみな美しい』を制作した。同写真集で、ウィノグランドは彼を魅惑する女性の形姿を探究したが、散々な酷評を被った。「ウィノグランドの写真のほとんどは、卑猥な、または少なくともいかがわしいポーズを取った女性たちを撮影したものであり、気付かれずにこっそり撮ったもののようにみえる」とある批評家は言う。 「このキャンディッドな撮影法は、見る者と見られる者との間に乖離感を生じさせ、写真それ自体にぎこちなさを生み出している」。
ウィノグランドは1970年代、写真を教えることで生計を立てた。その最初はニューヨークにおいてであった。1971年にシカゴに移り、1971年から1972年までイリノイ工科大学デザイン研究所で写真の授業を行った。1973年にテキサスに移り、1973年から1978年までテキサス大学オースティン校美術学部写真学科で教鞭を取った 。そして1978年にロサンゼルスに引っ越した。
1979年、ウィノグランドは3回目のグッゲンハイム・フェローを使って、同時代の種々の社会問題を調査しながら米国南部と西部をくまなく旅した。
写真集『写真在庫あり』（1980年）では、ウィノグランドはフォート・ワース・ファット・ストック・ショー&ロデオにおける「人々のお互いとの関係と彼らの見世物用動物たちとの関係」 を示した。
ニューヨーク近代美術館の写真部門ディレクターであったシャーカフスキーは、ウィノグランドの作品の編集者兼レビュアーになった。

## 私生活
ウィノグランドは1952年にエイドリアン・ルーボーと結婚した。夫婦は2人の子供、1956年にローリーを、そして1958年にイーサンを授かった。1963年に別居し、1966年に離婚した。
「ギャリーと結婚することは、レンズと結婚するようなものだった」と、ルーボーはかつて写真キュレーターのトゥルーディー・ウィルナー・スタックに語った。実際、「同僚、学生または友人たちは、ウィノグランドのことをほとんど取り憑かれたような写真撮影マシーンと形容している」 。
1967年頃、ウィノグランドは2番目の妻であるジュディ・テラーと結婚した。二人は1969年まで一緒であった。
1972年にアイリーン・アデル・ヘイルと結婚し、娘のメリッサを授かった。二人はウィノグランドが1984年に死ぬまで添い遂げた。

## 死と遺産
ウィノグランドは1984年2月1日に胆嚢癌と診断され、すぐにメキシコのティフアナにあるガーソン・クリニックに行って、代替療法を求めた(2016年時点で、週当り6,000米ドルの入院費用)。ウィノグランドは3月19日に56歳で亡くなり、ニュージャージー州フェアビューにあるマウント・モライア墓地に埋葬された。
ウィノグランドが亡くなったとき、晩年の作品は大部分が未現像のままだった。未現像のフィルムが約2,500ロール、現像されてはいたが、コンタクトプリントが作成されていないフィルムが6,500ロール、そして約3,000ロール分のフィルムのコンタクトプリントが発見された。合計で、30万枚に迫る未編集の写真が残された。
クリエイティブ・フォトグラフィー・センター（CCP）におけるギャリー・ウィノグランド・アーカイブは、20,000枚以上のファインプリントとワークプリント、20,000枚のコンタクトプリント、100,000枚のネガフィルムおよび30,500枚の35ミリ判カラースライドフィルム、さらに少数のポラロイドプリントと幾本かのアマチュア自主映画フィルムから構成されている。未現像だった作品の一部は死後に展示され、MoMAから出版された生涯の作品を概観する『ウィノグランド、現実世界からの幻影』(2003年)に収録された。
しかしながら、2013年に始まった回顧巡回展と、それに付随する写真集『ギャリー・ウィノグランド』（2013年）には、ウィノグランドの多くが未調査のままだった初期および晩年の作品のアーカイブからさらに多くの写真と併せて有名な写真が収録された。サンフランシスコ近代美術館で2013年の回顧展をキュレートした写真家のレオ・ルビンファインは、この展覧会の目的は「…シャーカフスキーの晩年の作品についての見解は正しかったのか?」を明らかにすることだと感じていた。シャーカフスキーは、ウィノグランドの最高の作品は1970年代初頭までに完成していたと感じていた。ルビンファインは、展覧会をプロデュースした後、以前は1966年から1970年にかけてと評価していたのを変更し、ウィノグランドの最高の時期は1960年から1964年にかけてであったと考えた。
ウィノグランドの死後、妻と子供たち全員がサンフランシスコ美術館での回顧展に出席した。展示されていたのはウィノグランドの2番目の妻、ジュディス・テラーが1969年に書いた手紙だった:
しかし、私の精神分析医からの請求書は、現時点で問題ですらありません。きわめて問題なことは、あなたが税金を滞納していることです。家賃を期日までに払えないことや、いつもお金が足りなくなることや、信用格付けのことが問題なのです。そして何よりも、こういった現実の問題に対するあなたの軽薄で無責任でナンセンスな態度です。（「政府が俺に追いつくまで待つよ。なぜ今金を払う必要があるんだ？」）あなたは人を納得させるような考え方をすること自体が不可能なようです。
シャーカフスキーはウィノグランドを彼の世代の中心的な写真家と呼んだ。ワシントン・ポスト紙のフランク・ヴァン・ライパーは、彼を「同時代の最も偉大なドキュメンタリー写真家の一人」と評し、「ぶっきらぼうだが心の優しい生粋のニューヨーカーで、ブロンクスのタクシー運転手のような声とトリュフを狩っているときの豚のような熱烈さの持ち主だった」 と付け加えた。批評家のショーン・オヘイガンは、2014年に「1960年代から70年代にかけて、ウィノグランドはスタイルとしてだけでなくアティテュードとしてもストリート写真を定義し - それ以来、ストリート写真は彼の影のうちで悪戦苦闘してきた。それほどにも彼が撮ったニューヨークの写真は決定的だった。」とガーディアン紙に書き、2010年には、たとえ他の場所で撮影したとしても、「ウィノグランドは本質的にニューヨークの写真家だった。熱狂的かつ大胆不敵で、われ知らずの芸術家気取りだった。」とオブザーバー紙に書いた。2013年にBBCニュースに記事を書いたフィル・クームズは、「ストリート写真に興味を持つ我々のような者にとって、際立った名前はいくつかあるが、そのうちの一人はギャリー・ウィノグランドである。1960年代に撮ったニューヨークの写真は、どのフレームを取っても写真のレッスンになっている。」と述べている。

## 展覧会

### 個展

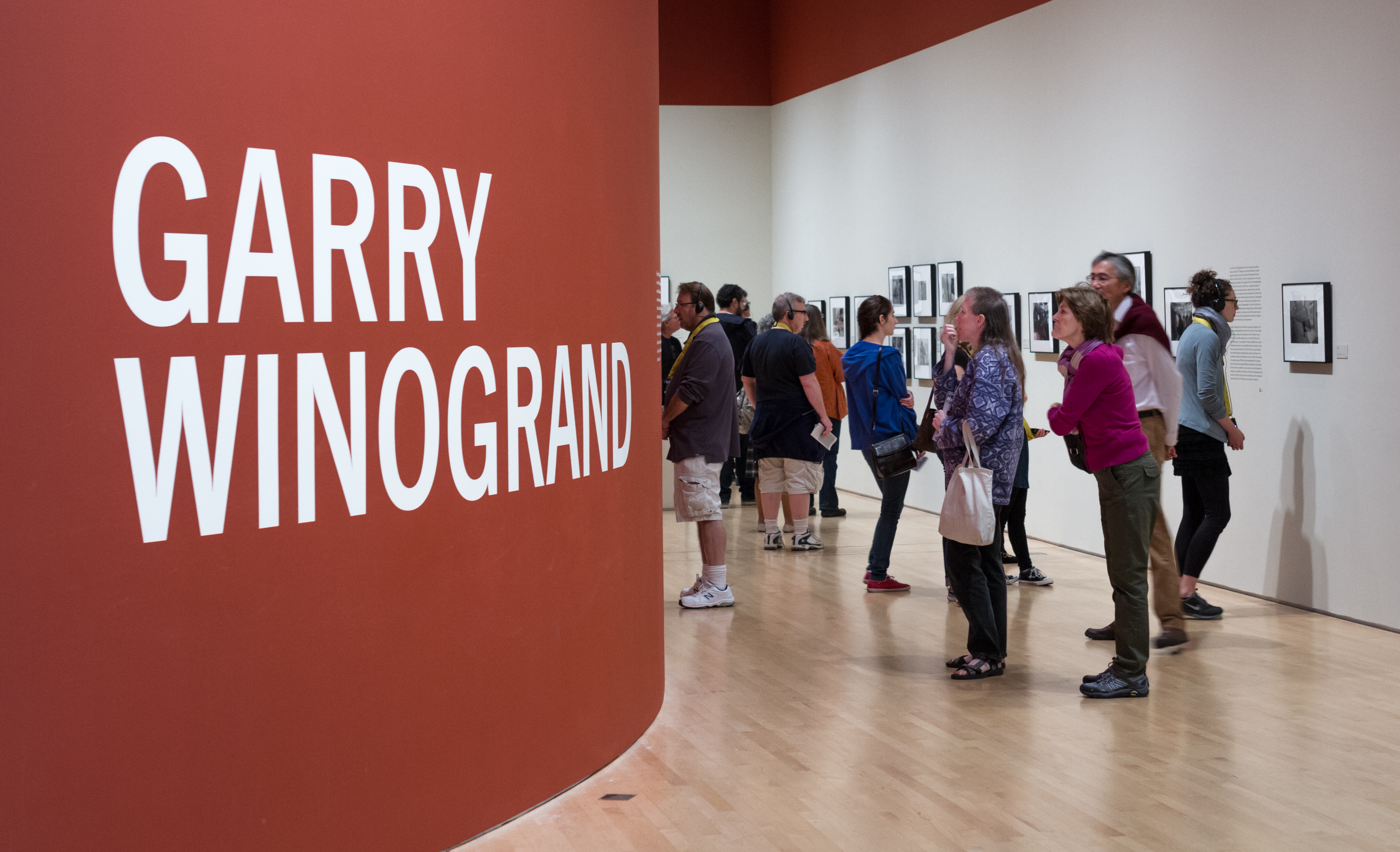
サンフランシスコ近代美術館での展覧会、2013年

- 1969年：「動物たち」、ニューヨーク近代美術館[2]。
- 1972年：ニューヨークのライト・ギャラリー。
- 1975年：「女はみな美しい」、ライト・ギャラリー、ニューヨーク。
- 1977年：ニューヨークのライト・ギャラリー。
- 1977年：ヒューストンのクローニン・ギャラリー。
- 1977年：「パブリック・リレーションズ」、ニューヨーク近代美術館[1]。
- 1979年：「ロデオ」、アラン・フラムキン・ギャラリー、シカゴ。
- 1979年：「ギリシャ」、ライト・ギャラリー、ニューヨーク。
- 1980年：コロラド大学ボルダー校。
- 1980年： 「ギャリー・ウィノグランド：回顧展」、 フランケル・ギャラリー 、サンフランシスコ[38]。
- 1980年：「ギャルリ・ド・フォトグラフ」、フランス国立図書館、パリ。
- 1981年：トロントのバートン写真芸術ギャラリー。
- 1981年：ニューヨークのライト・ギャラリー。
- 1983年：「ビッグ・ショット、セレブリティの写真、1960年 - 80年」、フランケル・ギャラリー、サンフランシスコ[39]。
- 1984年：「ギャリー・ウィノグランド：祝祭」、ライト・ギャラリー、ニューヨーク[40]。
- 1984年：「女はみな美しい」、ザブリスキ・ギャラリー 、ニューヨーク[40]。
- 1984年：「最近の作品」、ヒューストン写真センター、テキサス。
- 1985年：ウィリアムズ・カレッジ美術館、ウィリアムズタウン、マサチューセッツ州。
- 1986年：「ギャリー・ウィノグランドによる27枚のあまり知られていない写真」、フランケル・ギャラリー、サンフランシスコ[41]。
- 1988年：「ギャリー・ウィノグランド」、ニューヨーク近代美術館。回顧展[42]。
- 2001年： 「ウィノグランドのストリート劇場」、アルル国際写真フェスティバル、アルル、フランス。
- 2013年/2014年： 「ギャリー・ウィノグランド」、サンフランシスコ近代美術館、サンフランシスコ、2013年3月 - 6月[43]、以後巡回。ナショナルギャラリー、ワシントンDC、2014年3月 - 6月[44]。 メトロポリタン美術館、ニューヨーク、2014年6月 - 9月[45]。 ジュ・ド・ポーム国立美術館、パリ、2014年10月 - 2015年2月[46]。
- 2019年：「ギャリー・ウィノグランド：カラー」、ブルックリン美術館、ニューヨーク市ブルックリン、2019年5月 - 12月[47]。

### グループ展
- 1955年：「ファミリー・オブ・マン」、ニューヨーク近代美術館[48]。
- 1957年： 「70人の写真家が見るニューヨーク」ニューヨーク近代美術館。
- 1963年：「写真'63」、ジョージ・イーストマン・ハウス、ロチェスター、ニューヨーク州。
- 1964年：「写真家の眼」、ニューヨーク近代美術館。ジョン・シャーカフスキーによるキュレーション[49]。
- 1966年：「社会的風景に向かって」、ジョージイーストマンハウス、ロチェスター、ニューヨーク州。 ウィノグランド、ブルース・デビッドソン、リー・フリードランダー、ダニー・リヨン、ドウェイン・マイケルズによる写真。ネイサン・ライオンズによるキュレーション[16] [17]。
- 1967年：「ニュー・ドキュメンツ」、ニューヨーク近代美術館。ダイアン・アーバスとリー・フリードランダーとの3人展。ジョン・シャーカフスキーによるキュレーション[50] [51]。
- 1969年：「ニュー・フォトグラフィー・USA」、ニューヨーク近代美術館の国際プログラムに備えた巡回展。
- 1970年：「描写の流儀：7人の写真家」、ボストン大学、マサチューセッツ。
- 1971年：「通りすがりの一瞥」、レイテント・イメージ・ギャラリー、ヒューストン。
- 1975年： 「14人のアメリカ人写真家」、ボルチモア美術館、メリーランド。
- 1976年：「グレート・アメリカン・ロデオ」、フォートワース美術館、テキサス。
- 1978年：「鏡と窓：1960年以来のアメリカの写真」、ニューヨーク近代美術館[52]。
- 1981年： 「ギャリー・ウィノグランド、ラリー・クラーク、アーサー・トレス」、G・レイ・ホーキンズ・ギャラリー、ロサンゼルス。
- 1981年：「ブルース・デビッドソンとギャリー・ウィノグランド」、ストックホルム近代美術館/フォトグラフィスカ、ストックホルム、スウェーデン。
- 1981年：「セントラル・パークの写真：リー・フリードランダー、トッド・パパジョージとギャリー・ウィノグランド」、セントラル・パークのデイリー、ニューヨーク、1980年。
- 1983年：「ストリートの巨匠：アンリ・カルティエ＝ブレッソン、ジョゼフ・クーデルカ、ロバート・フランク、ギャリー・ウィノグランド」、ユニバーシティ・ギャラリー、マサチューセッツ大学アマースト校。

## 収蔵品
ウィノグランドの作品は以下のパブリック・コレクションに収蔵されている:
- シカゴ美術館、シカゴ、イリノイ州[53]
- ジョージ・イーストマン博物館、ロチェスター、ニューヨーク州[54]
- ニューヨーク近代美術館、ニューヨーク[55]
- ホイットニー美術館、ニューヨーク[56]

## 受賞歴
- 1964年、1969年、1979年：ジョン・サイモン・グッゲンハイム記念財団よりグッゲンハイム・フェロー[4] [1]
- 1975年：国立芸術基金フェローシップ[1]

## 刊行物

### ウィノグランド個人の刊行物
- 『動物たち』。ニューヨーク、ニューヨーク州：ニューヨーク近代美術館、1969年。ISBN 9780870706332 。
- 『女はみな美しい』。ニューヨーク、ニューヨーク州：ライト・ギャラリー; ニューヨーク、ニューヨーク州：ファラー・ストラウス・アンド・ジルー、1975年。ISBN 9780374513016 。
- 『パブリック・リレーションズ』。ニューヨーク、ニューヨーク州：ニューヨーク近代美術館、1977年。ISBN 9780870706325 。
- 『写真在庫あり：フォート・ワース・ファット・ストック・ショー&ロデオ』。ミネトンカ、ミネソタ州：オリンピック・マーケティング社、1980年。ISBN 9780292724334。
- 『現実世界からの幻影』。ニューヨーク、ニューヨーク州：ニューヨーク近代美術館、1988年。ISBN 9780870706400 。ニューヨーク近代美術館で開催、以後巡回した展覧会に付随して出版されたレトロスペクティブ。ウィノグランドの既刊写真集からの作品の複製および未発表の作品に加えて、ウィノグランドが亡くなったときに未編集のまま残された作品からセレクトされた25枚の写真を収録[57]。 
  - ニューヨーク、ニューヨーク州：ニューヨーク近代美術館、1990年。ISBN 9780870706417 。
  - ニューヨーク、ニューヨーク州：ニューヨーク近代美術館、2003年。ISBN 9780870706356 。補遺付き。
- 『群衆の中の男：ギャリー・ウィノグランドの不安な街路』。サンフランシスコ、カリフォルニア州： フランケル・ギャラリー 、1998年。ISBN 9781881337058 。フラン・レボウィッツによる序文とベン・リフソンによるエッセイ付き。掲載写真の半分以上は初めて公開された。
- 『El Juego de la Fotografía(写真のゲーム)』。マドリード：TF、2001年。ISBN 9788495183668。英語およびスペイン語のテクスト。レトロスペクティブ。 「2001年11月から12月にマドリードのイサベル2世運河ホールで開催されたあと、2002年6月末までの他の3つの施設を巡回した展覧会に付随して出版された」
- 『ウィノグランド1964年：アリゾナ大学、クリエイティブ・フォトグラフィー・センター収蔵のギャリー・ウィノグランド・アーカイブからの写真』。サンタフェ、ニューメキシコ州：アリーナ、2002年。トゥルーディ・ウィルナー・スタック編。ISBN 9781892041623 。
- 『到着と出発：ギャリー・ウィノグランドの空港写真』。アレックス・ハリスおよびリー・フリードランダー編、アレックス・ハリスによるテクスト「我らが人生の旅」、リー・フリードランダーによるテクスト「犬の毛」所収。
  - ニューヨーク：ディストリビューティド・アート・パブリッシャーズ 、2003年。ISBN 9781891024474 。
  - ニューヨーク：ディストリビューティド・アート・パブリッシャーズ; ゲッティンゲン：シュタイデル、2004年。ISBN 9783882438604。
- 『ギャリー・ウィノグランド』。
  - サンフランシスコ、カリフォルニア州：サンフランシスコ近代美術館; ニューヘイブン、コネティカット州：イェール大学出版局、2013年。ISBN 978-0-300-19177-6。 レオ・ルビンファイン編。 ルビンファイン、エリン・オトゥールおよびセーラ・グリーノウによる序文、ルビンファインによるエッセイ「ウィノグランドの共和国」、グリーノウによるエッセイ「見えるものの謎：ギャリー・ウィノグランドと戦後アメリカ写真」、トッド・パパジョージによるエッセイ「都会にて」、サンドラ・S・フィリップスによるエッセイ「いまウィノグランドについて考える」およびオトゥールによるエッセイ「どれだけ自由に耐えられるか？ ギャリー・ウィノグランドと没後編集に関する問題」。
  - パリ：ジュ・ド・ポーム国立美術館;パリ：フラマリオン、2014年。ISBN 9782081342910。フランス語版。
  - マドリード： マプフレ財団、2015年。ISBN 978-8498445046。スペイン語版。
- 『ウィノグランド・カラー』。ロサンゼルス：ツイン・パームズ、2023年。マイケル・アルメレイダおよびスーザン・キスマリク編。ISBN 978-1-936611-18-8。

### 共同刊行物
- 『ウィノグランド/リンドベルク：女たち』。ケルン：ヴァルター・ケーニッヒ、2017年。ISBN 978-3960980261。 ウィノグランド『女はみな美しい』とペーター・リンドベルク『街上にて』からの写真およびウィノグランドの他のカラー写真。ウィノグランドに関するジョエル・マイロウィッツのショート・エッセイとリンドベルクに関するラルフ・ゲッツによるショート・エッセイ付き。2017年、デュッセルドルフ、文化センターNRWフォーラムにおける｢ペーター・リンドベルク/ギャリー・ウィノグランド：街上の女たち｣展を機に出版された。英語およびドイツ語のテクスト。

### 刊行物への寄稿
- 『写真を見る：ニューヨーク近代美術館収蔵の100枚の写真』。ニューヨーク：近代美術館、1973年。ISBN 978-0-87070-515-1。ジョン・シャーカフスキー著。

## 映画
- 『ギャリー・ウィノグランド：写真に写せないものはない』(2018年) - サーシャ・ウォーターズ・フレヤー監督、製作の長編ドキュメンタリー映画